# Kloster Wimmelburg

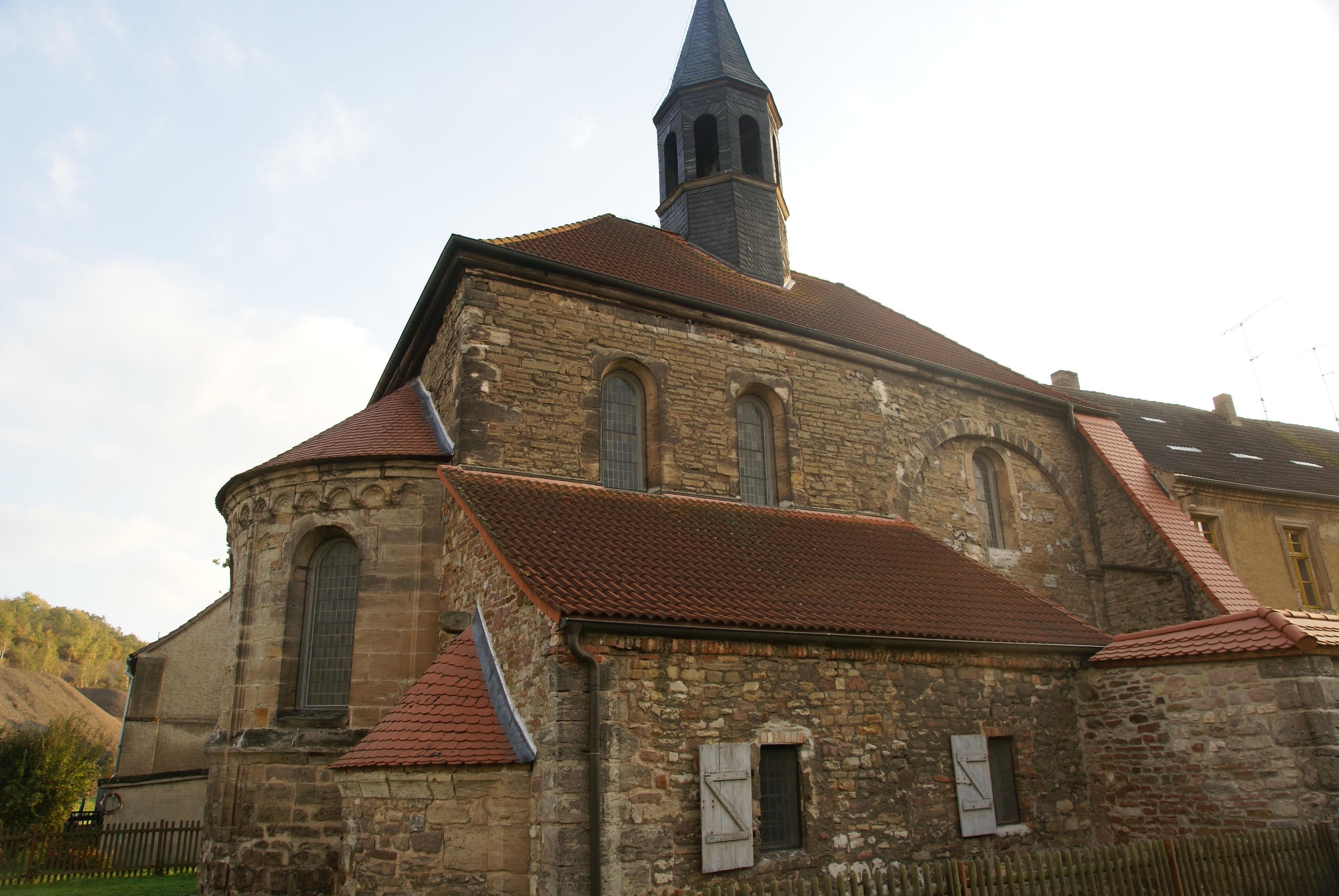
Klosterkirche St. Cyriacus

Das Kloster Wimmelburg ist eine ehemalige Benediktiner-Abtei in Wimmelburg, westlich von Eisleben im Landkreis Mansfeld-Südharz in Sachsen-Anhalt. Die noch erhaltenen und unter Denkmalschutz stehenden Klostergebäude (Kirche, Herrenhaus und der Kapitelsaal) befinden sich südlich der B 80 am Ortsausgang von Wimmelburg in Richtung Eisleben.

## Gründung
Auf dem Friedrichsberg, einer Anhöhe nordöstlich oberhalb des heutigen Sportplatzes, befand sich mindestens seit den Anfangsjahren des 11. Jahrhunderts die 1038 erstmals beurkundete Wigmodeburg, von der der Name des Dorfs abgeleitet ist.  In den Jahren zwischen 1060 und 1070 wurde die Burg, die offensichtlich keine strategische Bedeutung mehr hatte, aufgegeben.  Die Gräfin Christina von Mansfeld, Tochter des Grafen Siegfried II. von Weimar-Orlamünde und Frau des Grafen Hoyer im Hassegau, dem Stammvater der Grafen von Mansfeld, stiftete in dieser Zeit auf dem Friedrichsberg ein dem Heiligen Cyriacus geweihtes Kloster. Das Baumaterial der alten Burg wurde vermutlich zum Bau des Klosters verwendet, denn man fand später nur sehr wenig von der alten Burg auf dem Friedrichsberg.

## Verlegung
Die Lage auf dem Berg erwies sich jedoch als ungünstig, da der Anstieg steil und schwierig, die Witterung unwirtlich und das Kloster dort Zielpunkt häufiger räuberischer Angriffe waren.  Daher wurde das Kloster im Jahre 1121 auf Bitte des Abts Milo und mit Zustimmung des Bischofs von Halberstadt, Reinhard von Blankenburg, ins Tal unterhalb des Friedrichsbergs verlegt. In der Zeit von etwa 1130 bis 1150 wurde dort eine große Kreuzbasilika erbaut.

## Blütezeit
Im Jahre 1162 erteilte Papst Alexander III. den Äbten von Wimmelburg die Erlaubnis, die Mitra zu tragen. Im gleichen Jahr erhielt die Abtei auch das Münzrecht. Im Laufe der Zeit erhielt das Kloster das Kirchenpatronat über die Kirchen St. Vincentii in Wimmelburg, St. Cyriacii in Wolferode, St. Petri in Eisleben und die Kirchen der heute wüsten Orte Erwinsrode, Klein Eisleben, Globigkau und Hohenwarthe. Klostervögte waren mindestens seit Anfang des 14. Jahrhunderts die Grafen von Mansfeld. Im Jahre 1491 durch die Abtei Berge reformiert, trat das Kloster der Bursfelder Kongregation bei, die die Ordensregel des heiligen Benedikt in ihrer ursprünglichen Strenge und Reinheit wieder zur Beachtung bringen suchte.
Ansehen und Ausstrahlung der Abtei Wimmelburg gingen im 12. bis 16. Jahrhundert weit über die anderer Klöster der Umgebung hinaus. Da dem Heiligen Cyriacus, dem Schutzpatron gegen böse Geister, die Eigenschaft nachgesagt wurde, vom Teufel Besessene zu heilen, wurde das Kloster im späten Mittelalter ein vielbesuchter Wallfahrtsort. Vor allem Epileptiker erhofften sich Heilung, wenn sie dem Ruf des „Cyriacusglöckleins“ folgten. Die silberne Glocke hatte einen wundertätigen Ruf und wurde, insbesondere als die Klostersitten verwahrlosten, von den Mönchen schamlos ausgenutzt, indem sie den Wallfahrern, die Tag für Tag auf den umliegenden Berghängen lagerten und sich vom Klang der Glocke Heilung von ihren Erkrankungen erhofften, Geldgaben einsammelten. Martin Luther tadelte diese Unsitte in seinen Predigten und Tischreden scharf.
Interessant ist auch, dass man schon im 15. Jahrhundert im Kloster Wimmelburg, wie bereits vorher in Merseburg, vom Niederdeutschen zum Hochdeutschen überging, wie auch in Eisleben, im Kloster Gerbstedt, in Halle und bei den Mansfelder Grafen.

## Säkularisation
Während des Deutschen Bauernkrieges wurde das Kloster am 2.–4. Mai 1525 von aufständischen Bauern geplündert, aber nicht zerstört.  Dabei wurden alle Urkunden, Briefe und Bücher vernichtet. Im nächsten Jahr, 1526, wurde das Kloster durch die Grafen von Mansfeld-Mittelort und -Hinterort, die in ihren Grafschaften die Reformation eingeführt hatten, säkularisiert und in ein gräfliches Amt und einen Wirtschaftshof umgewandelt.  Aus der Klosterkirche wurde eine evangelische Kirche.  Amt und Wirtschaftshof wurden von den dauerhaft hoch verschuldeten Grafen an zahlungskräftige Bieter verpfändet oder verpachtet.

## Zerstörung und spätere Nutzung

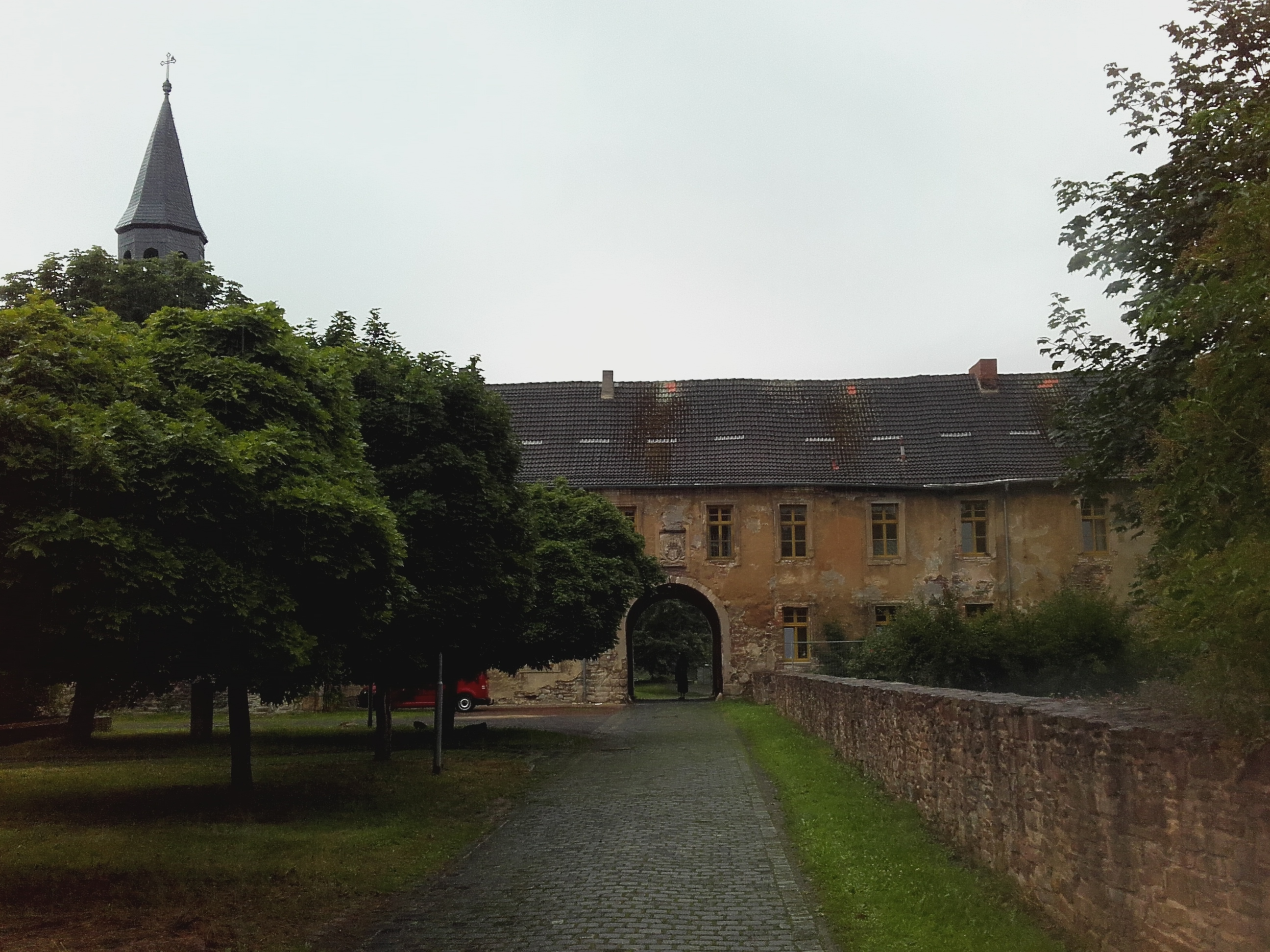
Einstiges Pfuel’sches Herrenhaus

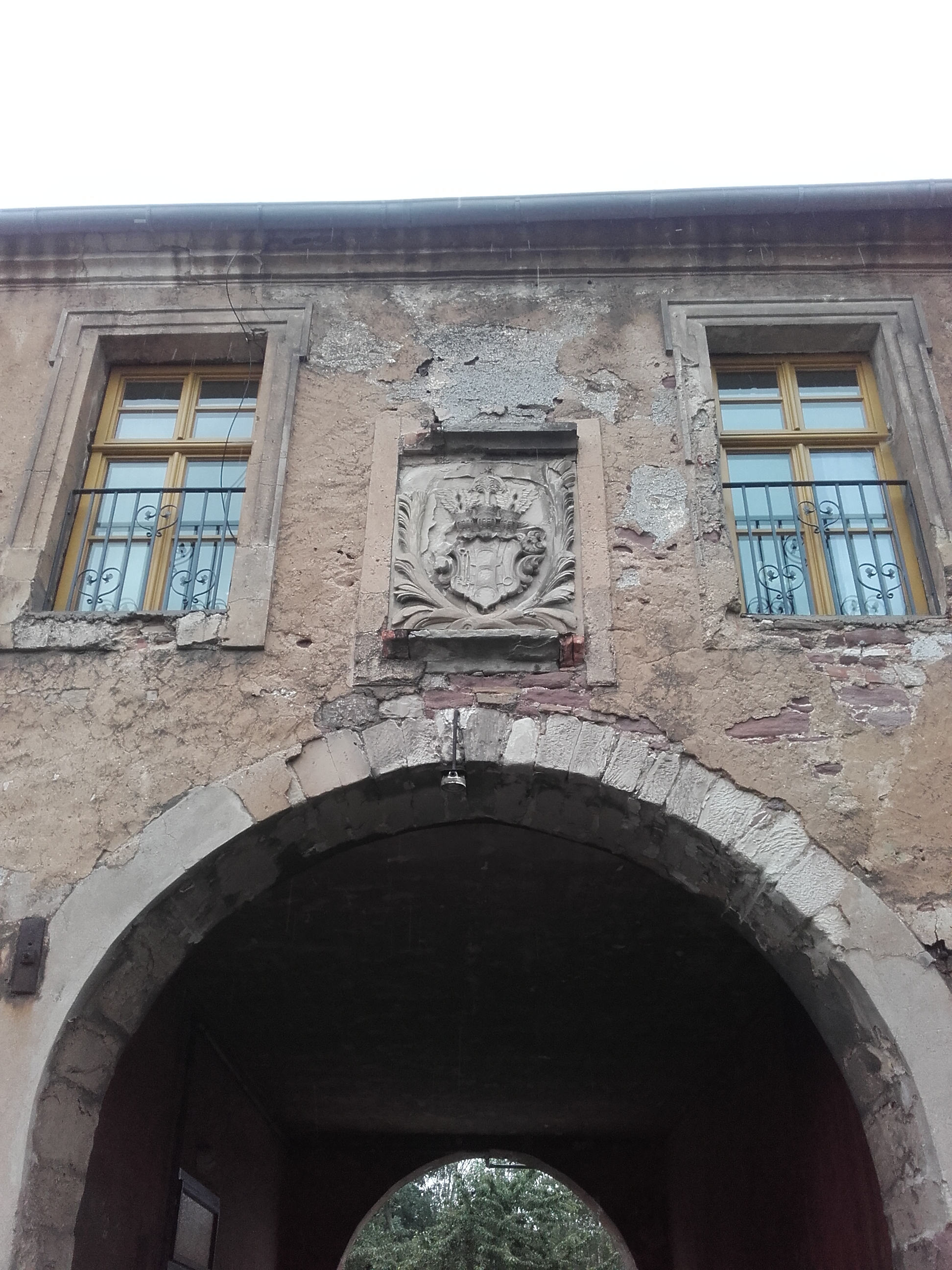
Wappen derer von Pfuel über der Toreinfahrt, Herrenhaus Wimmelburg

Am 10. Januar 1680 zerstörte ein bis nach Eisleben sichtbarer Großbrand weite Teile der einstigen Klosteranlage und einen Großteil der Kirche.  Auch die Cyriacusglocke ging dabei verloren.  Die ausgebrannte Kirchenruine wurde zum größten Teil abgerissen. Nur geringe Teile wurden im Jahre 1686 wieder aufgebaut, allerdings wenig sachgemäß.  Die heutige Pfarrkirche St. Cyriacus ist daher nur ein spärlicher Rest der einstigen romanischen Basilika.  Erhalten sind nur noch der Hauptchor mit der zugehörigen Apsis, der nördliche Nebenchor mit der Apsis, die Vierung und der Unterteil des nördlichen Querschiffs, dieser allerdings nur als Ruine.  Die heute durch ein von Säulen umranktes, rundbogiges Portal an der Nordseite zu betretende Kirche erhielt bei diesem teilweisen Neuaufbau einen barocken Kanzelaltar und einen Taufstein, der von einem knienden Engel auf der Schulter getragen wird.  Die Orgel aus dem Jahre 1908 stammt von dem Zörbiger Orgelbauer Wilhelm Rühlmann.
Aus den Trümmern des säkularisierten Klostergebäudes ließ sich der damalige Besitzer des Amts, H. O. Ch. von Pfuel, Anfang des 18. Jahrhunderts das unmittelbar an die Kirche anschließende und noch heute die Anlage dominierende große Herrenhaus errichten; das Familienwappen der Pfuels ist über der Toreinfahrt zu sehen. Auch ließ er den heute in Resten vorzufindenden Park anlegen. Das Kloster war von 1664 bis 1798 im Besitz der Familie Pfuel, bis diese das Amt Oberamt Eisleben mit Wimmelburg an den kursächsischen Staat verkauften.
Die spätere Domäne war längere Zeit im Besitz des Prinzen Ferdinand von Preußen. Zu Zeiten der DDR wurde die ehemalige Domäne schließlich von einer Landwirtschaftlichen Produktionsgenossenschaft (LPG) genutzt, was dem Zustand der Gebäude nicht immer dienlich war.
Koordinaten: 51° 31′ 11″ N, 11° 30′ 51″ O